# Сіспункут 4
Сіспункут 4 (англ. Seaspunkut 4) — індіанська резервація в Канаді, у провінції Британська Колумбія, у межах регіонального округу Балклі-Нечако.

## Населення
За даними перепису 2016 року, індіанська резервація нараховувала 15 осіб. Середня густина населення становила 6,3 осіб/км².

## Клімат
Середня річна температура становить 3,2°C, середня максимальна – 18,8°C, а середня мінімальна – -17,5°C. Середня річна кількість опадів – 517 мм.
| Клімат поселення                              | Клімат поселення | Клімат поселення | Клімат поселення | Клімат поселення | Клімат поселення | Клімат поселення | Клімат поселення | Клімат поселення | Клімат поселення | Клімат поселення | Клімат поселення | Клімат поселення | Клімат поселення |
| Показник                                      | Січ.             | Лют.             | Бер.             | Квіт.            | Трав.            | Черв.            | Лип.             | Серп.            | Вер.             | Жовт.            | Лист.            | Груд.            |                  |
| Середній максимум, °C                         | −5,06            | −1,37            | 4,26             | 10,08            | 15,09            | 18,83            | 18,22            | 18,14            | 13,77            | 8,19             | 0,70             | −5,65            |                  |
| Середня температура, °C                       | −11,29           | −7,6             | −1,97            | 3,87             | 8,87             | 12,61            | 14,96            | 14,89            | 10,52            | 4,94             | −2,56            | −8,9             |                  |
| Середній мінімум, °C                          | −17,5            | −13,82           | −8,18            | −2,36            | 2,64             | 6,39             | 11,72            | 11,63            | 7,25             | 1,67             | −5,81            | −12,16           |                  |
| Норма опадів, мм                              | 48               | 30               | 26               | 22               | 41               | 56               | 57               | 46               | 46               | 51               | 48               | 46               |                  |
| Середньомісячна швидкість вітру, м/с          | 1.50             | 1.61             | 1.82             | 2.01             | 2.03             | 2.00             | 1.91             | 1.71             | 1.65             | 1.81             | 1.80             | 1.55             |                  |
| Середньомісячна сонячна радіація, кДж/м²·день | 2331             | 4909             | 9910             | 14926            | 18724            | 20508            | 20026            | 16857            | 11251            | 5894             | 2712             | 1688             |                  |
| --------------------------------------------- | ---------------- | ---------------- | ---------------- | ---------------- | ---------------- | ---------------- | ---------------- | ---------------- | ---------------- | ---------------- | ---------------- | ---------------- | ---------------- |
| Джерело:                                      |                  |                  |                  |                  |                  |                  |                  |                  |                  |                  |                  |                  |                  |